# Redukcja (matematyka)
Redukcja – w matematyce przekształcenie pewnego wyrażenia w inne, prostsze, ale równoważne mu wyrażenie. Często stosowanym zamiennikiem słowa „redukcja” jest  wyraz „skracanie”, ponieważ możliwość redukcji wynika często z własności skracania w pewnej strukturze algebraicznej.
- redukcja ułamka,
- redukcja wyrazów podobnych wielomianu,
- redukcja metodą eliminacji Gaussa macierzy,